# 叔戊酸
叔戊酸，结构式(CH3)3CCOOH。

## 性质
无色有刺鼻气味的结晶。有腐蚀性。溶于水，易溶于乙醇、乙醚。

## 制备
1、由异丁醇与甲酸在浓硫酸作用下反应而得。
{\displaystyle \ CH_{3}CH(CH_{3})CH_{2}OH+HCOOH\rightarrow (CH_{3})_{3}CCOOH+H_{2}O}
2、由异丁烯与一氧化碳在加压条件下催化合成。经精馏得到成品。
{\displaystyle \ (CH_{3})_{2}C\!=\!CH_{2}+CO+H_{2}O\ {\xrightarrow {H_{2}SO_{4}}}\ (CH_{3})_{3}CCOOH}

## 用途
用于合成香料和引发剂TBPP，也用作聚氯乙烯稳定剂。